# Renault Dauphine
Renault Dauphine byl automobil vyráběný ve Francii automobilkou Renault od roku 1956 do roku 1967. Dauphine se měl původně jmenovat Corvette, ale název byl změněn na Dauphine (podle francouzského ženského titulu Dauphin). Interní označení při vývoji zahájeném již v roce 1949 bylo "Project 109", model byl také označován podle francouzských daňových předpisů 5CV.
Model Dauphine měl nahradit v roce 1956 model Renault 4CV. A stejně jako 4CV měl podobně jednoduchou karoserii. Byl to 4dveřový tříprostorový sedan. Uchycení předních dveří se lišilo. U modelu 4CV se otvírají na opačnou stranu než je dnes obvyklé. Model Dauphine byl těžší, větší než 4CV a proto měl na základě zkoušek prototypu výkonnější motor o zdvihovém objemu 845 cm³ (oproti modelu 4CV zvětšeno vrtání na 58 mm) s výkonem 27 koní. Magazín Road and Track zveřejnil že zrychlení z 0 na 97 km/h bylo za 32 sekund. Stejně jako předchůdce měl Dauphine motor vzadu.
Luxusní verze toho to automobilu byla prodávána pod názvem Renault Dauphine Ondine a to od roku 1960 do roku 1962.
Úpravový specialista Renaultu Amédée Gordiny navrhl verzi Dauphine se zvýšeným výkonem 37 koní a takto upravované verze byly prodávány pod názvem Dauphine Gordini se čtyřstupňovou převodovkou a s kotoučovými brzdami na všech čtyřech kolech. Limitovaná edice 2140 vozů vyrobených v letech 1962-1963 nazývaná 1093 byla upravena na výkon 55 koní a měla dvojitý karburátor, 4stupňovou manuální převodovku a maximální rychlost 130 km/h. Model 1093 byl dostupný pouze v bílé barvě s modrými pruhy.
Během deseti let bylo vyrobeno celkem 2 150 738 automobilů Dauphine. V Anglii to byl jeden z nejvíce dovážených a prodávaných automobilů.
Model provází špatná pověst pro nízký výkon a pro špatnou ovladatelnost. V mnoha prodejnách (hlavně v USA a VB) bylo auto známé pro velmi časté mechanické poruchy. V roce 2002 byl model Dauphine prohlášen za deváté nejhorší auto století. V roce 2007 byl model jmenován novinářem Danem Neilem (The Wall Street Journal) mezi padesáti nejhoršími auty světa a byl nazýván nejméně efektivním kouskem francouzských inženýrů od dob Maginotovy linie.